# Dragomirești, Neamț
Dragomirești là một xã thuộc hạt Neamț, România. Dân số thời điểm năm 2002 là 2447 người.